# Waterloo (Metropolitano de Londres)
Waterloo é uma estação do Metropolitano de Londres localizada abaixo da estação ferroviária nacional de Waterloo. A partir de 2021, foi a 5a mais movimentada do Metrô de Londres, com 29,87 milhões de usuários. É servido por quatro linhas: as linhas Bakerloo, Jubilee, Northern e Waterloo & City.
A estação está situada na zona tarifária 1 e está localizada perto da margem sul do Rio Tamisa, no borough londrino de Lambeth. Fica a uma curta distância da London Eye.

## História
A primeira linha de metrô em Waterloo foi inaugurada em 8 de agosto de 1898 pela Waterloo & City Railway (W&CR), uma subsidiária dos proprietários da estação principal da linha, a London and South Western Railway (L&SWR). O W&CR, apelidado de "The Drain", alcançou de forma limitada o plano original do L&SWR de levar seus trilhos a curta distância nordeste até a Cidade de Londres.
Em 10 de março de 1906, a Baker Street & Waterloo Railway (agora a linha Bakerloo) foi inaugurada. Em 13 de setembro de 1926, a extensão da linha Hampstead & Highgate (como o ramal Charing Cross da linha Northern era então conhecido) foi aberta de Embankment até a estação da City and South London Railway existente em Kennington com uma nova estação em Waterloo.
Como uma subsidiária da L&SWR e sua sucessora, a Southern Railway, a W&CR não fazia parte do sistema de metrô de Londres. Após a nacionalização das principais companhias ferroviárias em 1948, tornou-se parte da British Railways (mais tarde British Rail).
Em 1951, a entrada da estação de metrô da York Road projetada por Leslie Green foi demolida e substituída por uma nova entrada do outro lado da estrada, parte do site do Festival of Britain. Como parte deste trabalho, os elevadores foram substituídos por escadas rolantes para esta nova entrada. Esta entrada também servia o Terminal Aéreo de Waterloo. Na década de 1960, o prédio de entrada foi integrado ao complexo Shell Center.
Em março de 1965, um comitê de planejamento conjunto da British Rail e London Transport publicou "A Railway Plan for London" que incluía uma recomendação para reviver um plano de 1900 para uma extensão do ramal de Aldwych da linha Piccadilly para Waterloo. A London Transport já havia buscado aprovação parlamentar para construir túneis de Aldwych a Waterloo em novembro de 1964, e em agosto de 1965, os poderes parlamentares foram concedidos. Houve um planejamento detalhado, embora os cortes nos gastos públicos tenham levado ao adiamento do esquema em 1967, antes que os concursos fossem abertos.

### Reforma dos anos 1990
A estação de metrô foi totalmente reformada no início dos anos 1990 como parte da construção da estação Waterloo International para serviços internacionais do Eurostar, com a bilheteria principal embaixo do saguão ferroviário ampliada e conectada à nova estação internacional. As plataformas também foram decoradas com obras de arte de Christopher Tipping sobre o tema do National Theatre nas proximidades, embora esses murais tenham sido removidos.
A linha Waterloo & City foi fechada por 2 meses em 1993 para ser atualizada com novos trens e o sistema elétrico de quatro trilhos do Metrô de Londres. A propriedade da linha foi transferida da Network SouthEast para o Underground em 1 de abril de 1994 como parte da privatização da British Rail. Devido a um fechamento de Páscoa, o primeiro serviço de metrô na linha foi em 5 de abril de 1994.

### Extensão da Linha Jubilee
A extensão da linha Jubilee foi construída na década de 1990 para estender a linha Jubilee de Green Park a Stratford, através do então novo desenvolvimento de Canary Wharf. Inaugurada em setembro de 1999, a nova estação da linha Jubilee foi projetada pela JLE Project Architects, supervisionada por Roland Paoletti.
O projeto da estação era complexo, devido à distância entre as linhas Bakerloo e Northern existentes e a extensão - bem como a estação ferroviária localizada acima. Para conectar a estação, uma 115 m (377 ft) foi instalado o elo de esteira rolante, um dos dois únicos existentes no Metrô; o outro dá acesso à plataforma da linha Waterloo & City na estação Bank. A colunata na Waterloo Road sob a estrada de táxi da estação - originalmente usada para entregas de mercadorias e um ponto de ônibus - também foi reaproveitada como a nova bilheteria da linha Jubilee.
A estação foi temporariamente o terminal oeste da extensão que vai de Stratford no leste de Londres, antes que a seção final para ligar a extensão à linha original fosse aberta entre Waterloo e Green Park em 20 de novembro de 1999.

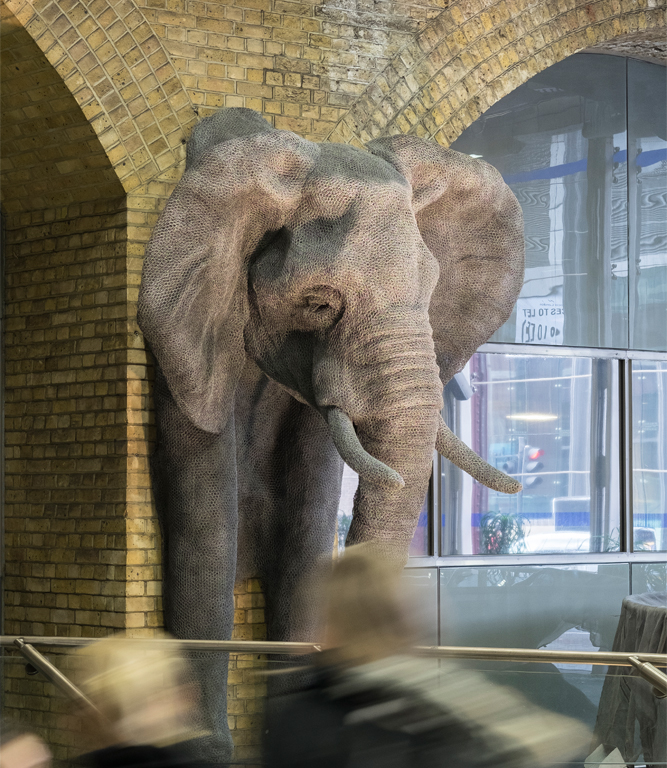
Elephant by Kendra Haste, localizado na bilheteria da Jubilee Line

Uma escultura de um elefante do artista Kendra Haste está localizada entre as escadas rolantes no Colonnade Ticket Hall. A escultura foi comprada pelo metrô de Londres, tendo sido originalmente encomendada em 2000 como parte de seu programa Platform for Art e montada na estação de metrô Gloucester Road.

## Bilheterias
A estação tem 3 bilheterias e 5 entradas principais. Entradas adicionais para a estação de metrô estão disponíveis nos horários de pico por meio de um metrô embaixo da estação ferroviária das plataformas da estação.
- Bilheteira principal, localizada sob o saguão ferroviário .
- Bilheteira da Linha Colonnade/Jubilee, localizada ao nível da rua na Waterloo Road, por baixo da estrada de táxis da estação ferroviária. Esta bilheteria foi inaugurada em 1999 como parte da Extensão da Linha Jubilee.[29]
- York Road Ticket Hall, localizado no nível da rua na York Road no desenvolvimento Southbank Place, a oeste da estação ferroviária.[30]

As três bilheterias são conectadas por meio de escadas rolantes, passagens e esteira rolante aos quatro conjuntos de plataformas.